# Kudarikilu
Kudarikilu is een van de bewoonde eilanden van het Baa-atol behorende tot de Maldiven.

## Demografie
Kudarikilu telt (stand maart 2007) 258 vrouwen en 283 mannen.